# Холандска монархија
Холандска монархија је уставна и као таква улога и овлашћења монарха су дефинисана и ограничена уставом Холандије. Скоро једна трећина устава је посвећена монарху и процедурама за наслеђивање и абдикацију, односе са другим државним органима као што су Сталешке скупштине Низоземља и улози у доношењу закона.